# Прокопов, Валентин Иванович
Валентин Иванович Прокопов (10 июня 1929, Москва — 5 ноября 2016) — советский ватерполист и пловец, бронзовый призёр Олимпийских игр 1956 года по водному поло. Заслуженный мастер спорта СССР (2021).
Получил известность, нанеся удар венгерскому игроку-нападающему Эрвину Задору (забившему два из четырёх мячей) во время полуфинального матча между сборной СССР и Венгрией, получившего название «Кровь в бассейне».

## Карьера
Клубную карьеру провёл в ЦСК ВМФ.
На Олимпийских играх 1956 года в составе сборной СССР выиграл бронзовую медаль. На турнире провел шесть матчей, не забив мячей.
В составе сборной РСФСР стал победителем Спартакиады 1956 года.
По окончании карьеры возглавлял молодёжную команду ЦСК ВМФ, вместе с которой выиграл турнир 1970 года.
В 2001 году получил звание заслуженного мастера спорта. 